# Maciej Walczak
Maciej Robert Walczak (17 sierpnia 1971) – polski biolog, specjalista mikrobiologii wody i ścieków, wykładowca Uniwersytetu Mikołaja Kopernika w Toruniu.

## Życiorys
Maciej Walczak w latach 1990–1995 studiował biologię na Uniwersytecie Mikołaja Kopernika w Toruniu. W 2001 uzyskał tamże doktorat z nauk biologicznych, specjalność bakteriologia i hydrobiologia, na podstawie napisanej pod kierunkiem Wojciecha Donderskiego dysertacji Bakterie neustonowe jeziora Jeziorak Mały, występowanie, właściwości fizjologiczne i aktywność metaboliczna. Na UMK habilitował się w 2010, przedstawiwszy dzieło Bakterioneuston jezior. W 2020 otrzymał tytuł profesora nauk ścisłych i przyrodniczych.
Zawodowo związany z Instytutem Biologii Wydziału Nauk Biologicznych i Weterynaryjnych Uniwersytetu Mikołaja Kopernika w Toruniu. Jego zainteresowania naukowe obejmują takie zagadnienia jak: mikroorganizmy różnych środowisk, w tym ekstremalnych; rola mikroorganizmów w modyfikowaniu środowiska; biofilmy mikrobiologiczne; substancje biobójcze; zastosowanie mikroorganizmów w ochronie środowiska i technologiach przemysłowych.
Członek zarządu firmy Bacto-Tech.
We wrześniu 2021 został wraz z Przemysławem Charzyńskim i Marcinem Świtoniakiem aresztowany w Iranie pod zarzutem szpiegostwa. Charzyński i Świtoniak zostali szybko zwolnieni, zaś Walczaka skazano na trzy lata więzienia. Dziennikarz Witold Repetowicz aresztowanie ocenił jako „grubą prowokację”. Ministerstwo Spraw Zagranicznych RP przedstawiało uwolnienie Walczaka jako jeden ze swoich priorytetów w 2022. Miało być ono przedmiotem rozmowy na poziomie ministrów spraw zagranicznych. MSZ w styczniu 2023 poinformowało, że Walczak opuścił więzienie i wrócił do Polski.